# 布格賓嫩湖

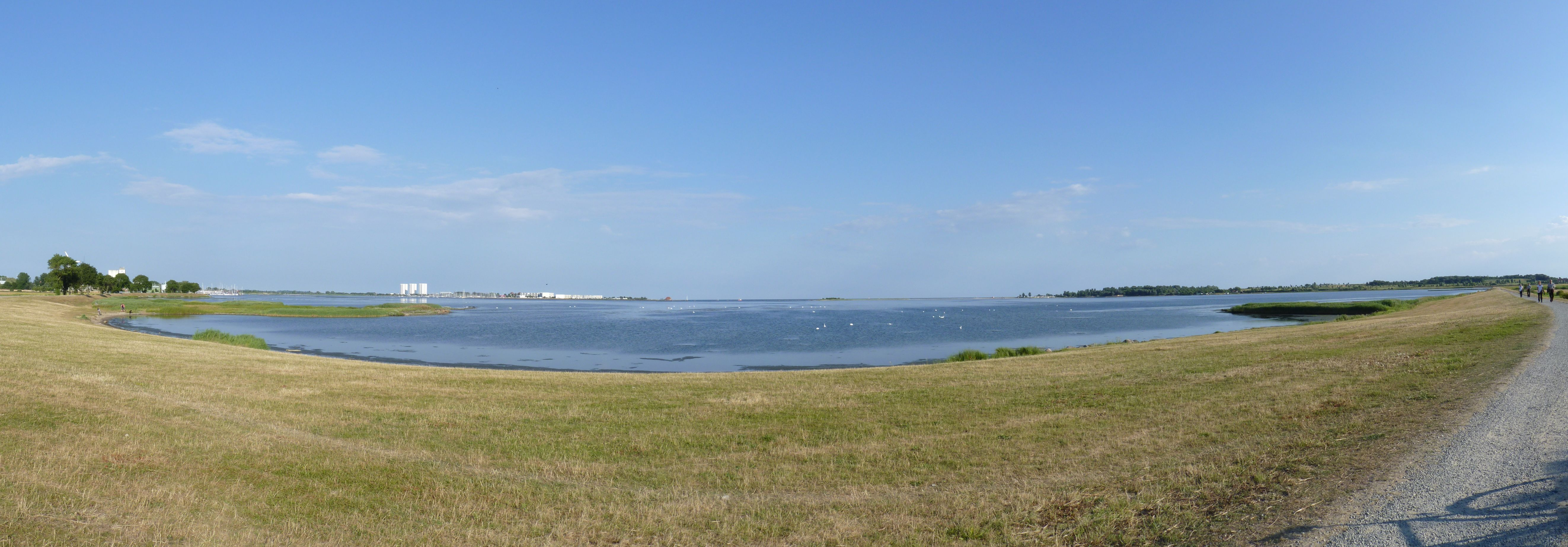

54°24′45.477″N 11°11′2.82408″E / 54.41263250°N 11.1841178000°E
布格賓嫩湖（德語：Burger Binnensee），是德國的湖泊，位於該國北部石勒蘇益格-荷爾斯泰因州，由東荷爾斯泰因縣負責管轄，面積2.9平方公里，湖岸線長度11.7公里。